# 톈진 라이언스
톈진 라이언스(중국어: 天津雄獅隊 천진웅사대[*])는 중국야구리그(CBL)의 야구팀이다. 2002년에 창단했으며 리그에서 총 5회 우승했고, 베이징 타이거즈와 라이벌 관계이다.

## 같이 보기
- 중국의 야구 리그